# Бджолиний № 2
«Бджоли́ний № 2» — ентомологічний заказник місцевого значення, об'єкт природно-заповідного фонду Харківської області. 
Розташований біля сіл Лигівка та Зелений Клин Берестинського району. Загальна площа — 3,0 га. 
Заказник утворений рішенням № 562 Харківського обласного виконкому від 3 грудня 1984 року. Відповідальний за охорону — СВК ім. Чкалова.

## Опис
Заказник розташований на південь від села Ленінське на правому березі річки Оріль, на схилах терасованої і залісеної балки південної експозиції, де збереглися ділянки справжніх і чагарникових степів з ентомологічним комплексом рідкісних видів степових комах, трофічно і топічно пов'язаним з цілинними рослинними асоціаціями. 
Положення заказника в системі фізико-географічного районування — виположені схили височини з чорноземами звичайними малогумусними, ярами та балками, врізаними в неогенову товщу.
Ґрунти:
- чорнозем типовий слабозмитий на лесовидних породах;
- солончаки та типові чорноземи.

Категорія земель заказника — землі сільськогосподарського призначення. 
В заказнику мешкають близько 30 видів корисних комах: дикі бджоли (ксилокопа, галікти, цератити, андрени, евцери, бджоли-листорізи) та джмелі. 
Серед рідкісних видів комах заказника є такі, що занесені до Червоної книги України: джміль глинистий (Bombus argillaceus), мелітурга булавовуса (Melitturga clavicornis). 
У заказнику мешкають види комах, які були у Червоній книзі України, але вилучені з неї у 2009 році, бо їх популяції були відновлені до безпечного рівня: сколія степова (Scolia hirta), мегахіла округла (бджола-листоріз люцернова) (Megachile rotundata). 
На території заказника своєрідний ґрунтовий покрив зумовлює наявність специфічного трав'янистого фітоценозу. В заказнику відмічені фрагменти псамофітної рослинності. 
Заказник є одним із найцінніших в ботанічному відношенні ентомологічних заказників Харківської області. На його території виявлені місце зростання рідкісних видів рослин та їх угруповань, що занесені до Червоної книги України, Зеленої книги України та Червоного списку Харківської області.

## Заповідний режим
Заказник створений з метою збереження місця поселення корисних комах-запилювачів люцерни та інших сільськогосподарських культур. 
Інші об'єкти збереження — бобово-злакові трави: люцерна, конюшина червонувата, конюшина рожева, еспарцет, тимофіївка. 
Завданнями заказника є:
- збереження та відновлення чисельності комах-запилювачів кормових та інших сільськогосподарських культур;
- підтримка загального екологічного балансу та забезпечення фонового моніторингу навколишнього природного середовища;
- проведення науково-дослідної та навчально-виховної роботи.

На території забороняється:
- проведення будь-якої господарської діяльності, яка може завдати шкоди заповідному об'єкту та порушити екологічну рівновагу;
- самочинна зміна меж та зміна охоронного режиму;
- будь-яке порушення ґрунтового покриву, видобування корисних копалин, будівництво, геологорозвідування, розорювання земель;
- меліоративні та будь-які інші роботи, що можуть привести до зміни гідрологічного режиму території заказника;
- знищення та зміна видового складу рослинності;
- заготівля лікарських рослин та технічної сировини;
- збір рідкісних та занесених до Червоної книги України видів рослин, їх квітів і плодів;
- використання хімічних речовин для боротьби зі шкідниками та хворобами рослин;
- зберігання на території заказника (та в двокілометровій зоні навкруги) всіх видів пестицидів та агрохімікатів;
- знищення та відлов всіх видів тварин, розорення гнізд, нір;
- будь-яке засмічення та забруднення території заказника;
- організація місць відпочинку, розведення вогнищ;
- відвідування території заказника в період розмноження тварин і вигодівлі молоді (з травня до липня);
- прохід та проїзд автотранспорту через територію заказника поза межами доріг, стежок;
- надання земельних ділянок під забудову;
- інші види робіт, що можуть привести до порушення природних зв'язків та природних процесів, втрати наукової, господарської, естетичної цінності природного комплексу заказника.

Дозволяється на території заказника:
- систематичні спостереження за станом природного комплексу;
- проведення комплексних досліджень;
- проведення екологічної освітньо-виховної роботи.

Всі види природокористування на території заказника здійснюються за дозволами Державного управління екології та природних ресурсів в Харківській області. Земельні ділянки для заготівлі сіна та випасання худоби на території заказника визначаються на підставі спеціальних обстежень та експертної оцінки зоологів та ботаніків щодо термінів та умов сінокосіння і випасання худоби відповідно до місцевих особливостей.

## Дотримання охоронного режиму
Розорювання 7—10-метрової периферійної смуги по периметру всього заказника спостерігається не щорічно. Інтенсивне розростання бур'янів на перелогах засмічують поля і змінюють природну рослинність заказника. Зважаючи на малі площі заказника, це викликає суттєве погіршення загального стану резервату. Також територія заказник потерпає від утворення терас та залісення.

## Дослідження
Співробітники лабораторії проблем природних територій та об'єктів, що підлягають особливій охороні, Українського науково-дослідного інституту екологічних проблем протягом 1999—2001 рр. обстежували ентомологічні заказники з метою складання державного кадастру заповідних територій Харківської області. Докладно вивчались їх флора та рослинність, визначались типи рослинності та переважаючі рослинні угруповання. Проведений аналіз переконливо свідчить, що у флорі навіть малих за площею заказників нараховується значна кількість рідкісних видів рослин. Це переконує в доцільності заповідання невеликих територій, які уже зараз є резерватами рідкісної фітобіоти, а в майбутньому при розширенні заповідних площ можуть бути основою насіннєвого розмноження і розповсюдження рідкісних видів рослин.